# La Casa Vella (Santa Eulàlia de Ronçana)
La Casa Vella és una masia de Santa Eulàlia de Ronçana (Vallès Oriental) inclosa a l'Inventari del Patrimoni Arquitectònic de Catalunya.

## Descripció
La Casa Vella és un edifici al costat del qual hi havia un molí fariner medieval del qual en queden pocs vestigis. Aquests estan situats a la part nord, on s'observen restes de murs en "opus spicatum" que es prolonguen vers a ponent en la que hauria estat la bassa. És probable que en la mateixa riuada que s'emportà el molí la casa quedés força afectada. Per aquest motiu, la construcció actual presenta una composició irregular, amb elements que no presenten la seva ubicació original.
A migdia hi ha situat el volum principal, de planta rectangular i dues crugies. Consta de planta baixa, pis i golfes i té la coberta a dos vessants amb el carener paral·lel a la façana. El frontis es compon segons dos eixos d'obertures; a la planta baixa hi ha un portal d'arc escarser arrebossat i una finestra d'arc pla de pedra carejada. Al pis n'hi ha una d'arc pla de pedra carejada amb la llinda inscrita "JOAN BARBANY/ ME A 1727 FE" i el brancal: "A 13 DE MARS / LANY 1623". L'altra finestra del pis té la llinda de pedra gravada amb l'anagrama IHS. A nivell de les golfes hi ha dues finestres, una d'arc pla i l'altra d'arc escarser arrebossats. De la façana de migdia d'aquest cos destaca un finestral d'arc pla de pedra carejada amb l'intradós motllurat. Sota d'aquest comença una escala exterior adossada a la façana, que permet accedir directament al pis per un portal d'arc de mig punt arrebossat. A la planta baixa trobem un portal d'arc pla arrebossat des d'on s'observen les espitlleres del mur de ponent. La part de ponent d'aquest volum respon a un afegit posterior. A tramuntana del primer volum hi ha un volum perpendicular que es prolonga per llevant. La seva façana està encarada amb la del primer, a la façana de migdia. Consta de planta baixa i pis i té la coberta a dos vessants amb el carener paral·lel a la façana. Les obertures de la façana són totes d'arc pla arrebossat, entre les que s'hi intercala un contrafort. A la façana de tramuntana s'observa una finestra d'arc pla de pedra tapiada, amb la data "1699" inscrita. En aquest tram de paret, s'observa el parament d'encofrat de tàpia, que denota certa antiguitat. Sota d'aquest hi ha una part del mur de pedra disposada en espiga, vestigi del molí antic. El revestiment dels murs es manté arrebossat.

## Història
La primera notícia que tenim del molí d'en Barbany la trobem en el fogatge de l'any 1497, tot i que per les seves característiques, sembla que els seus orígens són anteriors. La família Barbany va residir en una casa al costat del molí fins que l'any 1777 una riuada s'emportà el molí. Des d'aleshores, es van construir una casa i un molí en una part més elevada de la població, quedant aquesta casa com a masoveria. A partir d'aleshores, per diferenciar-la de la segona, se l'ha denominat la Casa Vella. Des de finals del segle xix hi viu la família Vila.